# DeWitt (Nueva York)
DeWitt es un pueblo ubicado en el condado de Onondaga en el estado estadounidense de Nueva York. En el año 2000 tenía una población de 24,071 habitantes y una densidad poblacional de 274 personas por km².

## Geografía
DeWitt se encuentra ubicado en las coordenadas 43°3′16″N 76°4′45″O / 43.05444, -76.07917.

## Demografía
Según la Oficina del Censo en 2000 los ingresos medios por hogar en la localidad eran de $46,759 y los ingresos medios por familia eran $60,325. Los hombres tenían unos ingresos medios de $45,926 frente a los $29,797 para las mujeres. La renta per cápita para la localidad era de $29,198. Alrededor del 7.2% de la población estaban por debajo del umbral de pobreza.